# Boulevard de la Liberté (Lille)
Pour les articles homonymes, voir Boulevard de la Liberté.
Le boulevard de la Liberté est une grande avenue de Lille, dans le département du Nord en France. 

## Situation et accès
Il se situe entre le boulevard Louis-XIV et le boulevard Vauban. Long de 1,6 kilomètre, il permet de rejoindre le centre-ville depuis la citadelle au nord-ouest et le parc Jean-Baptiste-Lebas au sud-est.
Ligne droite de mille six cents mètres, le boulevard de la Liberté rejoint le boulevard Louis-XIV au boulevard Vauban et au square Daubenton et est relié par les rues d'Hazebrouck, Watteau, Jeanne-d'Arc, de Valmy, Monnoyer, Godefroy, Arnould de Vuez, Jean-sans-Peur, Puebla, Nationale, du Maréchal-de-Lattre-de-Tassigny, Tenremonde, Boileux, de Bourgogne, de Patou et les places Richebé et de la République. Il longe notamment le Palais des beaux-arts de Lille et la Préfecture de Lille, situés place de la République.
Lors de la période d'explosion du trafic automobile de la seconde moitié du XXe siècle, il a été une rue à sens unique de quatre voies (du sud-est vers le nord-ouest), qui drainait une bonne partie du trafic depuis la sortie Lille-centre sur la portion Est du boulevard périphérique de Lille, avant qu'une voie ne soit retirée afin de permettre aux bus et aux vélos de rouler à contre-sens. Ce réaménagement a réduit la vitesse moyenne des automobiles sur cet axe mais posait des problèmes de sécurité, notamment lors du stationnement des véhicules qui nécessitait le franchissement de cette voie de bus en sens contraire. En 2016, la circulation a été modifiée pour redevenir à double sens, tout en conservant les deux couloirs de bus.
Le boulevard est bordé par des platanes, dont la majorité datent de l'origine de la rue.
Accès
Ce site est desservi par la station de métro République - Beaux-Arts.
Fréquentation
L'association Droit au vélo a compté le pourcentage de vélo roulant sur le boulevard. Elle montre qu'entre 1999 et 2001, il y avait 1 % de cyclistes sur cet axe, puis entre 2002 et 2008, plus ou moins 5 % pour augmenter jusqu'à 12 % en 2011.

## Origine du nom
Il reçoit son nom actuel le 10 septembre 1870, quelques jours après la proclamation de la Troisième République.

## Historique

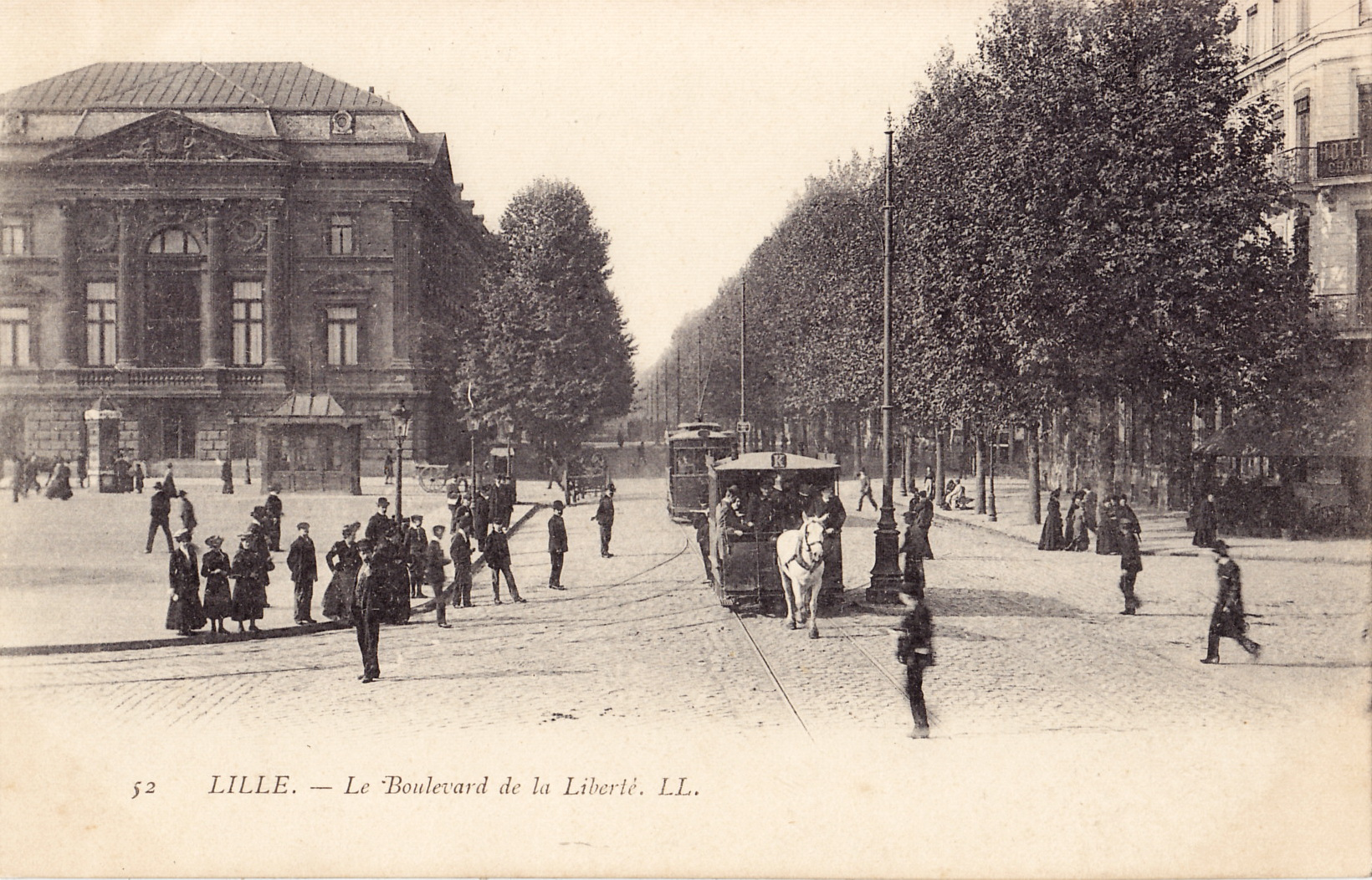
Le boulevard est parcouru par des tramways hippomobiles au début des années 1900.

Tracé à l'emplacement des fortifications démantelées lors l'agrandissement de la ville en 1860, il fait partie des aménagements d'urbanisme haussmannien sous le Second Empire. Le boulevard est ouvert en 1863, et est alors dénommé « boulevard de l'Impératrice ». Il reçoit son nom actuel le 10 septembre 1870, quelques jours après la proclamation de la Troisième République.

## Bâtiments remarquables et lieux de mémoire
Trois bâtiments de la rue sont inscrits aux monuments historiques. Au no 21, l'hôtel Catel-Béghin a été élevé par Henri Contamine et date de 1877, au no 105 se situe l'hôtel Delbecque d'Émile Vandenbergh, inscrit depuis le 9 décembre 1986 et au no 219, se trouvent les Bains Lillois, de l'architecte Albert Baert, inscrits depuis le 17 février 1989.

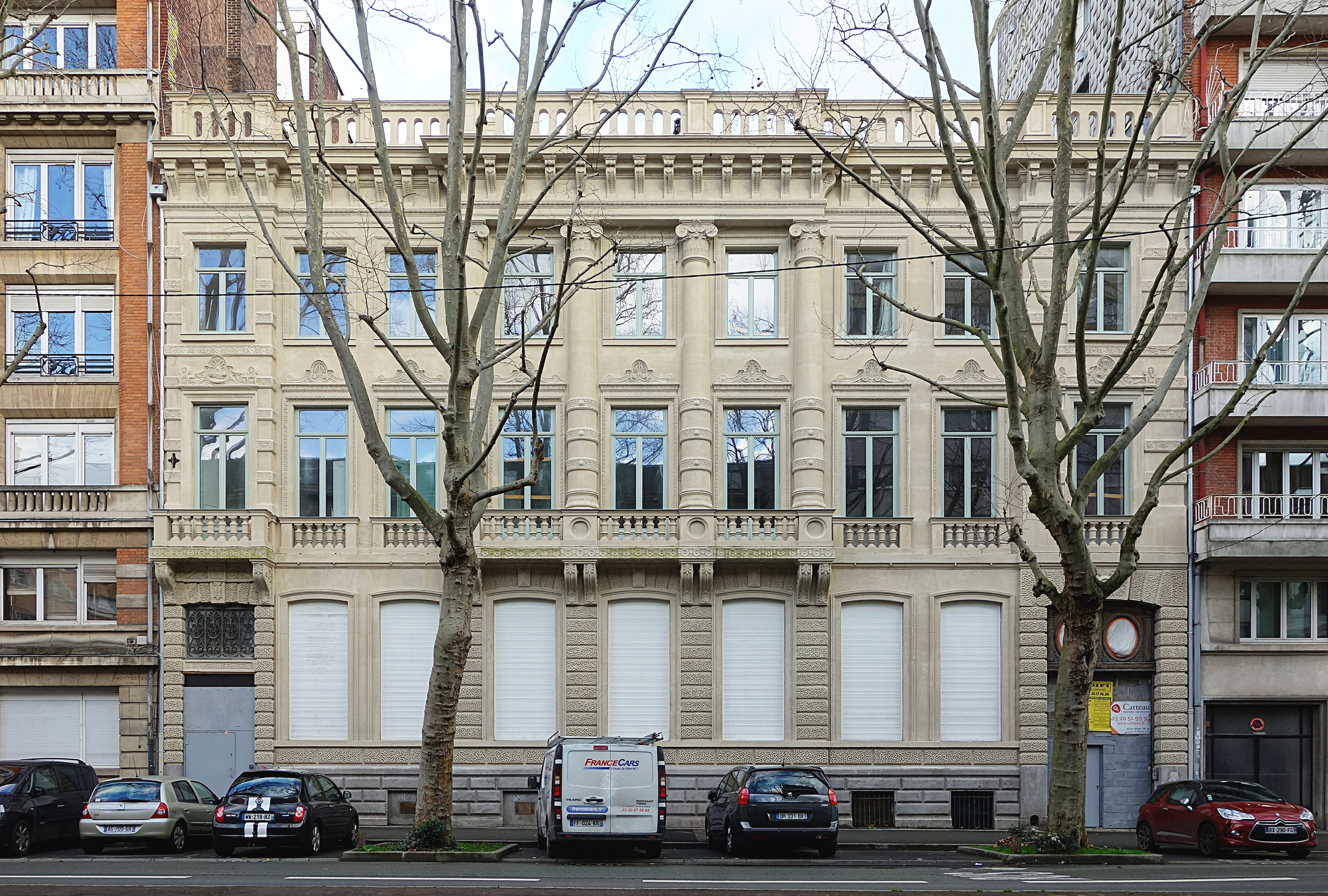
L'hôtel Catel-Béghin, 21 boulevard de la Liberté
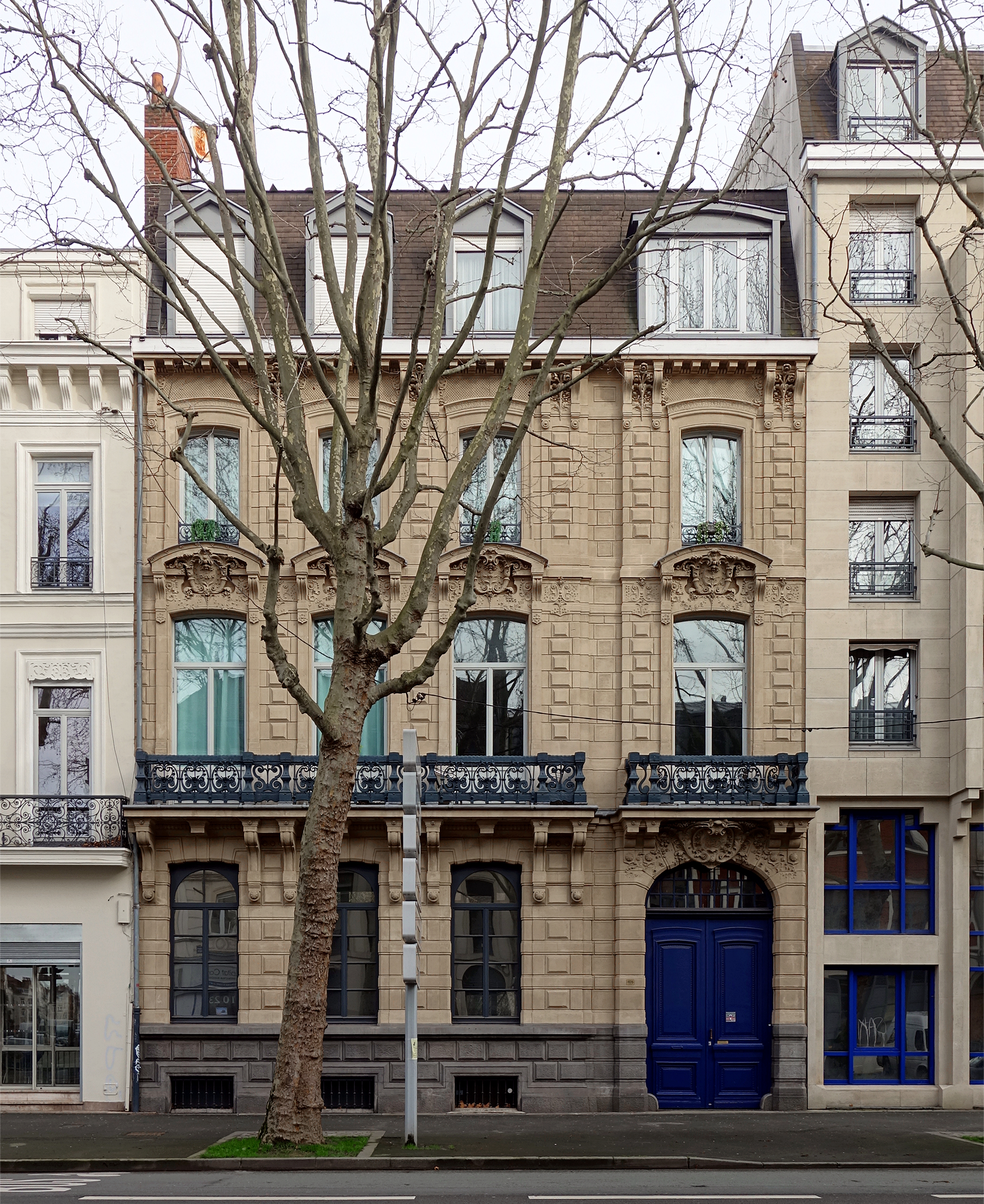
l'hôtel Delbecque, 105 boulevard de la Liberté
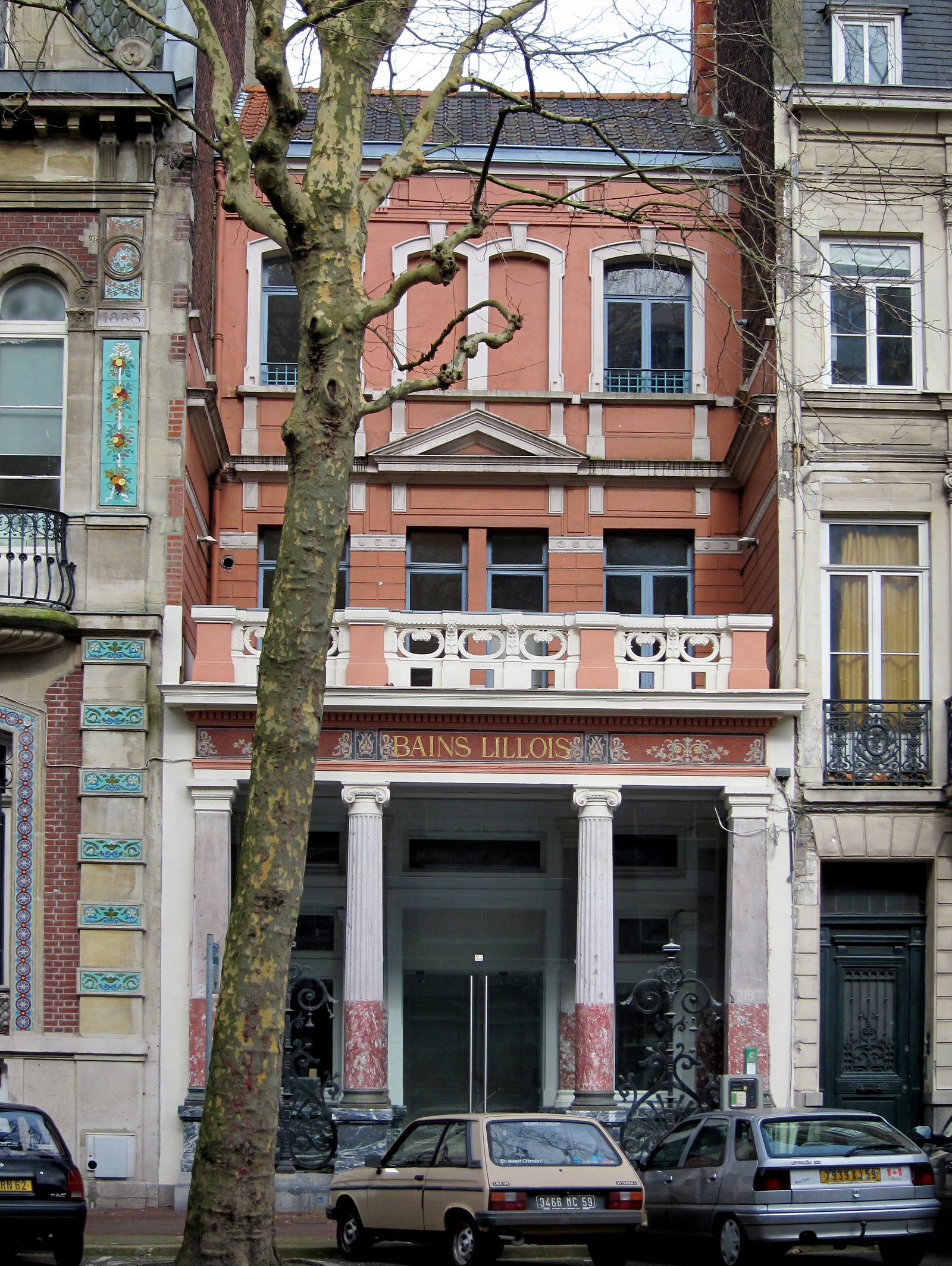
Les bains lillois, 219 boulevard de la Liberté

Plusieurs autres figurent dans l'inventaire du patrimoine architectural, urbain et paysager (IPAP) de la Métropole européenne de Lille.

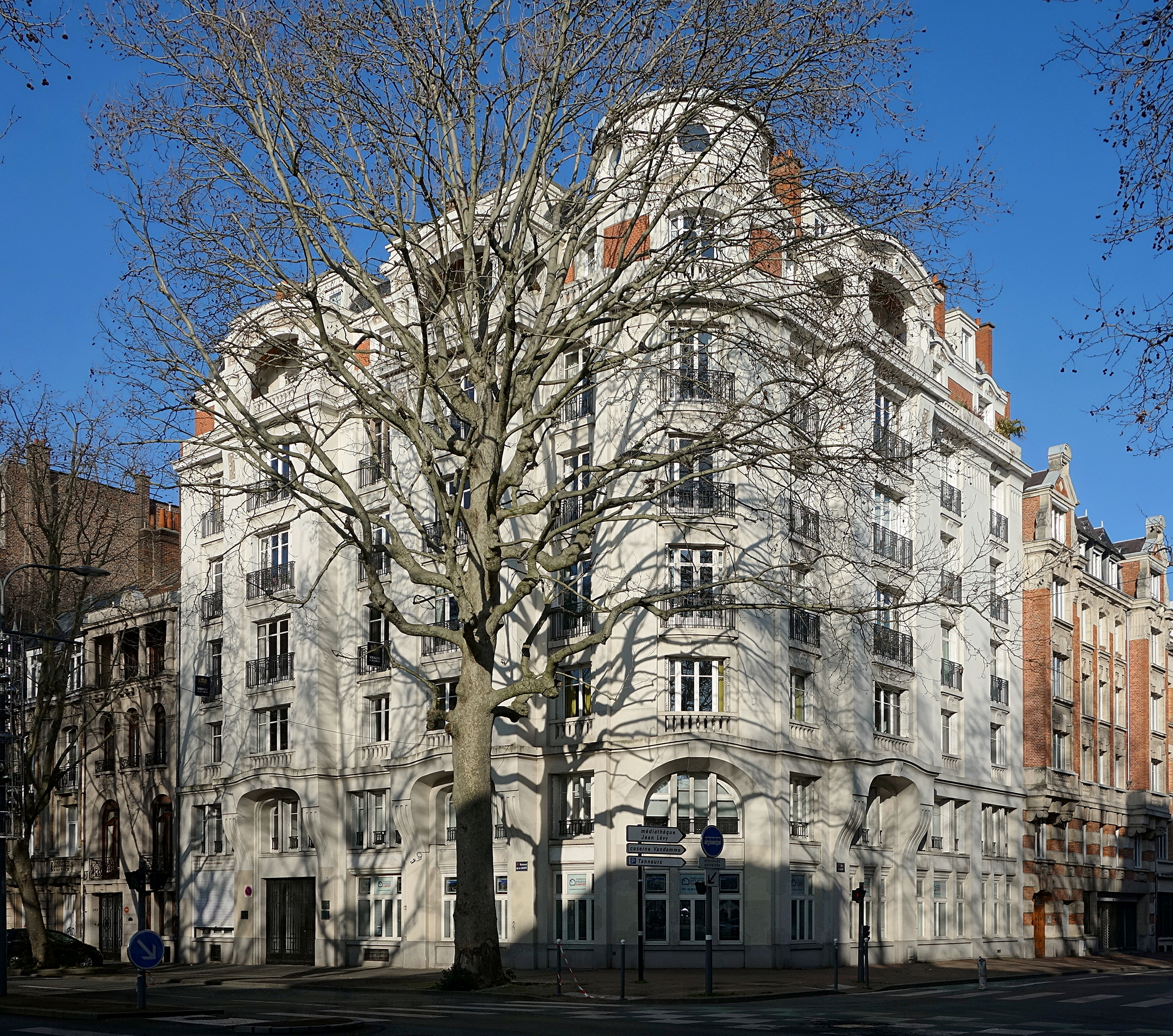
Immeuble Art déco, 179 Bd de la Liberté
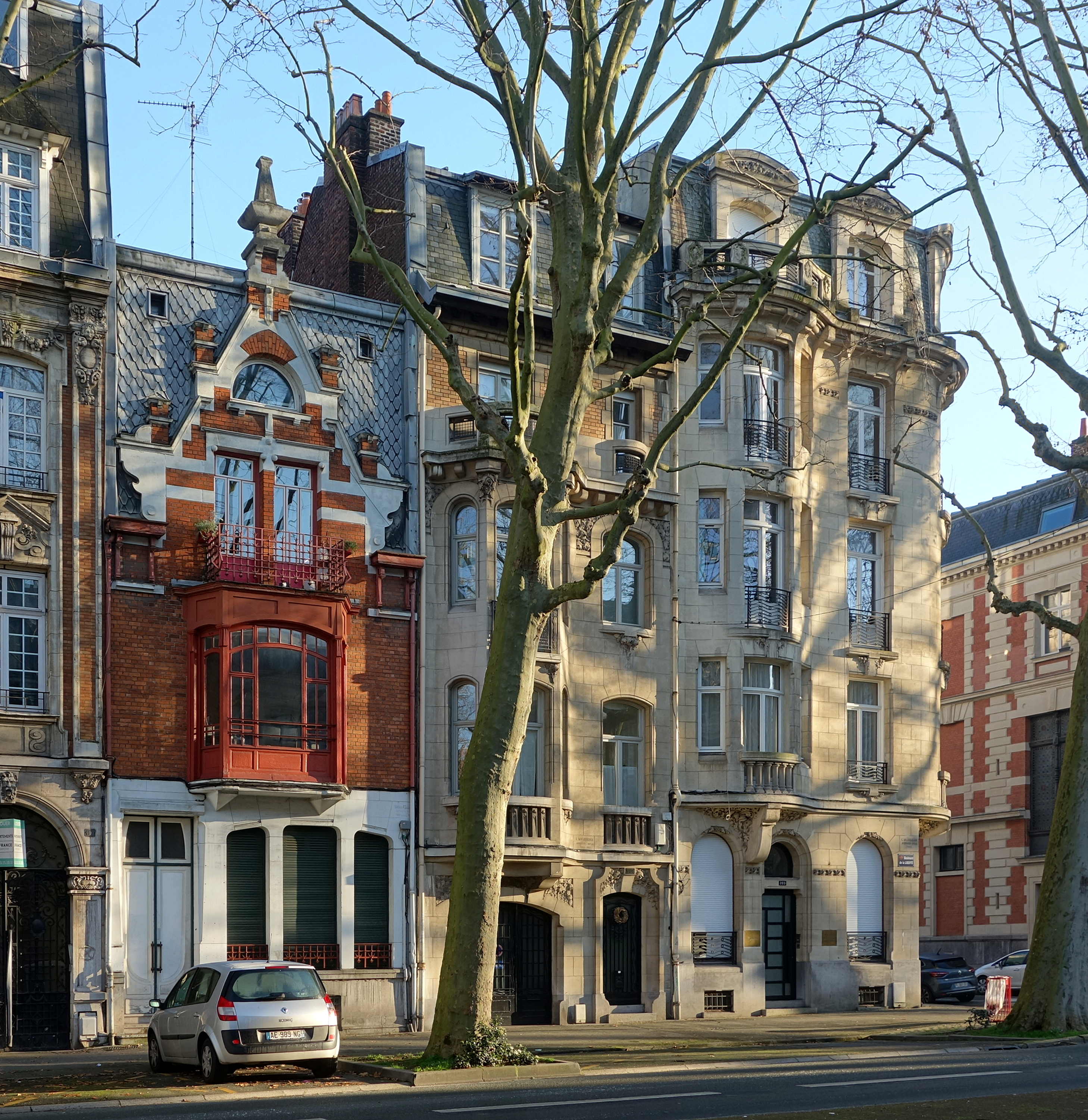
Immeubles Art nouveau, 199 à 203 Bd de la Liberté
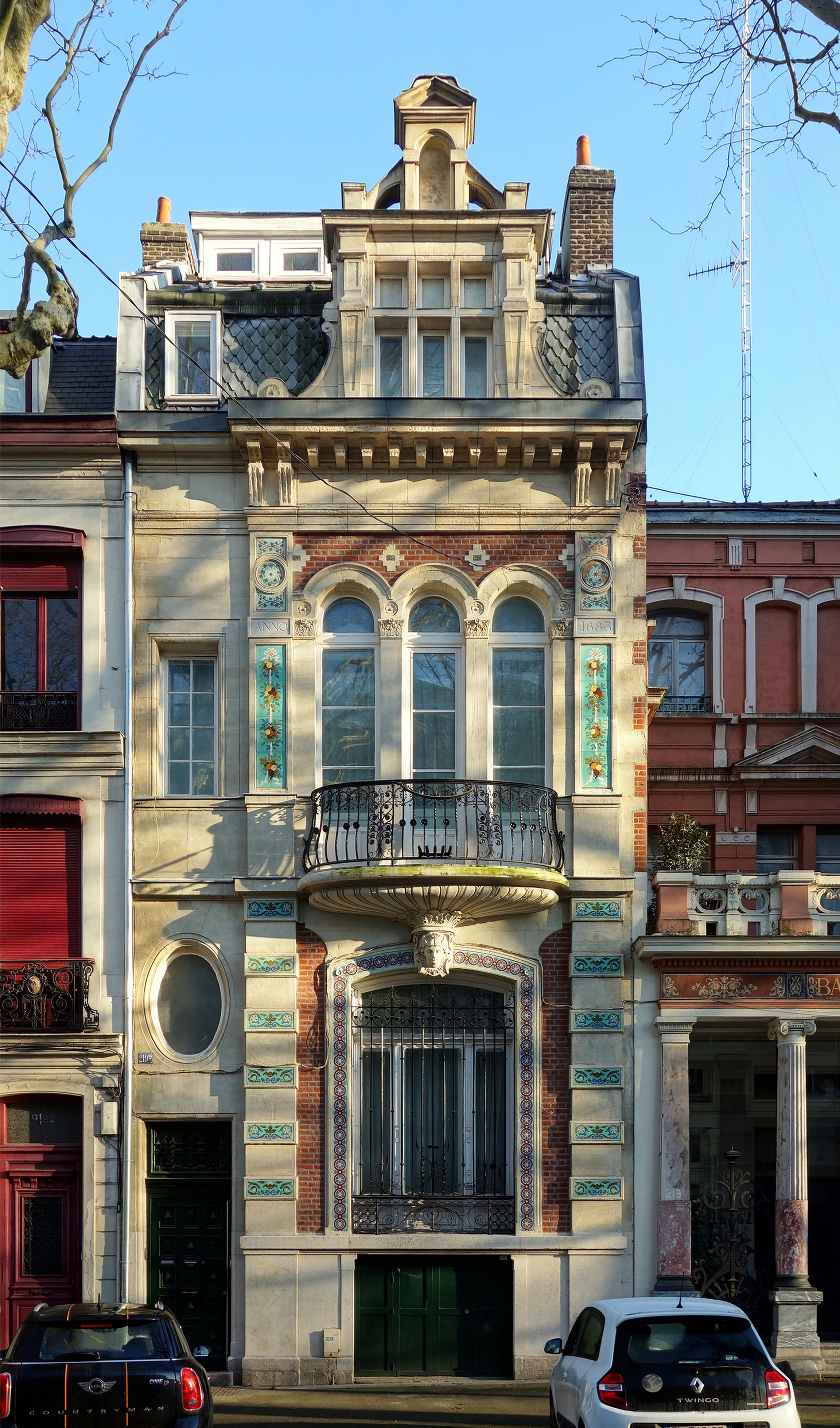
Maison éclectique, 219bis Bd de la Liberté